# Astrid Kindstrand
Astrid Lydia Josefina Kindstrand, 8 februari 1907 i Borås församling i dåvarande Älvsborgs län, död 18 oktober 1962 i Västra Vingåkers församling i Södermanlands län, var en svensk lärare och journalist, känd som Sveriges första kvinnliga nyhetsuppläsare i radion.

## Biografi
Astrid Kindstrand var dotter till jägmästaren Axel Kindstrand och Hanna Rapp. Efter studentexamen i Stockholm 1926 följde akademiska studier, genom vilka hon blev filosofie kandidat 1931 och filosofie magister 1932. Hon verkade sedan vid olika skolor i Stockholmsregionen, bland annat som extra ordinarie ämneslärare vid Stockholms stads hushållstekniska mellanskola. År 1938 blev hon sekreterare i Radiotjänsts kvinnokommitté och 1939 amanuens vid Radiotjänst. Mellan 1936 och 1939 var hon sekreterare hos Akademiskt bildade kvinnors förening.
Astrid Kindstrand blev den 6 april 1938 den första kvinnan att läsa upp TT-nyheterna på radio för Radiotjänst. Nyhetsuppläsningen ledde till upprörda lyssnarreaktioner. Att hon slutade med uppläsningen berodde dock inte på dessa reaktioner, uppgav hon i en intervju i Sveriges Radio 1949, utan på att hon inte orkade med denna arbetsuppgift utöver de två andra hon redan hade.
År 1944 kom hon till Samrealskolan i Katrineholm, där hon först var timlärare, 1946 blev extra ordinarie adjunkt och från 1950 var ordinarie läroverksadjunkt.
Astrid Kindstrand gifte sig 1939 med sin syssling Wilhelm Kindstrand (1901–1962), som var stadsnotarie i Katrineholm samt son till kaptenen och godsägaren Helmer Kindstrand och Ulla Lybeck. De fick två söner som båda läste juridik: Acke (1939–1965) och Magnus Kindstrand (född 1943), den senare advokat och delägare i Mannheimer Swartling.
Makarna Kindstrand avled med bara några veckors mellanrum och är begravda på Gammalkils kyrkogård i Östergötland.

## Källhänvisningar
1. ↑   Sveriges dödbok 1901–2013 Swedish death index 1901-2013 (Version 6.0). Solna: Sveriges släktforskarförbund. 2014. Libris 17007456. ISBN 9789187676642
2. 1 2 3  Odelberg Wilhelm, Bäckmark Magnus, red (2003). Svenska släktkalendern. Årg. 29(2003). Stockholm: Almqvist & Wiksell International. sid. 180, 182. Libris 9972937. ISBN 91-22-02008-X
3. 1 2  Dödsfallsnotis i Svenska Dagbladet 20 oktober 1962 (Genealogiska Föreningens klipparkiv).
4. ↑  "Första kvinnliga nyhetsuppläsaren". Arkiverad 9 november 2009 hämtat från the Wayback Machine. KB.se. Läst 14 november 2014.
5. ↑  ”Kvinnlig röst skapade folkstorm 1938”. Sveriges Radio. https://sverigesradio.se/sida/artikel.aspx?programid=1602&artikel=2678358. Läst 4 februari 2020.
6. ↑   Begravda i Sverige (Version 2.0). Sundbyberg: Sveriges släktforskarförbund. 2012. Libris 13517533. ISBN 9789187676710